# Castell de Bendinat
El Castell de Bendinat és un edifici historicista del segle xix que es troba a la localitat homònima, a l'illa de Mallorca. Fou construït el segle xix per Pere Caro i Sureda, Marquès de la Romana, en un estil neogòtic que imita els grans castells centreeuropeus. Actualment acull un hotel.
El Castell de Bendinat és el resultat d'una reforma total de les cases de la possessió de Bendinat el segle xix, la qual té els orígens en una alqueria islàmica on es diu que el Rei en Jaume dinà quan es disposava a emprendre el Setge de Madîna Mayûrqa. La llegenda diu que, acabat de menjar, el rei sentencià Bé hem dinat, i d'aquí en vendria el nom. En realitat, es tracta d'un dels nombrosos derivats de l'àrab ibn.
La possessió, que havia estat de la família Burgues d'ençà del segle xv, passà per herència als Sales el segle xvii i al Marquès de la Romana el segle xix, també per herència. A la mort de son pare, Pere Caro Álvarez de Toledo (1829-1888) heretà la propietat i, juntament amb la seva esposa hongaresa Elisabeth Széchenyi Zichi-Ferraris, impulsà la conversió de les cases de la possessió en castell d'estil neogòtic. Les obres començaren després de 1855 i el 1867 ja estaven acabades.
La nova i sumptuosa residència fou la més preuada pels marquesos, tal com recull l'Arxiduc. No obstant això, pocs anys després de la inauguració del castell els marquesos es traslladaren a viure fora de Mallorca després de vendre totes les propietats a l'illa, possiblement per motius polítics, puix que el marquès era un actiu militant carlí. El nou castell, amb tota la possessió, fou venut el 1876 a Joana-Adelaida Dameto i de Verí, futura comtessa de Peralada i esposa de Ramon Despuig i Fortuny, qui l'any 1884 esdevindria comte de Montenegro. L'any 2005 els Trullols, els propietaris, varen vendre el castell, ja amb poques terres després de totes les parcel·lacions del segle xx, a la Fundación Astroc, que hi ha impulsat activitats culturals, especialment d'exposicions artístiques. També acull un hotel.